# Giovanni Francesco Maria Marchi
Giovanni Francesco Maria Marchi (Milano, 4 dicembre 1689 – Milano, 10 dicembre 1740) è stato un compositore italiano.

## Biografia
Le notizie sulla viita sono poche. Nacque a Milano il 4 dicembre 1689, e fu battezzato nella parrocchia di San Giorgio. Nel 1713 egli fu elevato da assistente organista a organista titolare del Duomo di Milano, posizione che tenne fino alla morte. Dal 1719 al 1731 compose e rappresentò i suoi oratori in diverse chiese milanesi. Dopo quest'ultimo anno si dedicò all'ambiente teatrale per il quale compose alcune opere di discreto successo. Dei suoi lavori teatrali attualmente sopravvivono in totale 17 arie.

## Composizioni

### Opere
- Catone in Utica (libretto di Pietro Metastasio, 1733, Milano)
- La generosità politica (libretto di Carlo Goldoni, basato su Pisistrato di Domenico Lalli, 1736, Venezia)
- Emira (1736, Milano)
- La clemenza di Tito (libretto di Pietro Metastasio, 1737, Milano)
- Aria nella Cerva così ferita

### Musica sacra

#### Oratori
Tutti gli oratori furono rappresentati la prima volta a Milano.
- Il trionfo della Grazia (1708)
- Oratorio per il Santissimo Natale (1719)
- La morte in spavento (1720)
- L'angelo e pastori (1721)
- I portenti del zelo eloquente (1722)
- La colpa originale piangente alle culle del Redentore (1723)
- La calunnia delusa (1724)
- Li elementi in gara nell'ossequio di Gesù Bambino (1724)
- La probatica piscina (1728)
- Sant'Antonio da Padova (1731)

#### Altri lavori sacri
- 11 mottetti per 1 voce e organo